# Joan Baez
Joan Baez, celým jménem Joan Chandos Baez (* 9. ledna 1941, Staten Island, New York, New York, USA), je americká folková zpěvačka, písničkářka. Je známá svým charakteristickým hlasem (svým sopránem dokáže vyzpívat až tři a půl oktávy). Její interpretace Arie No.5 Bachianas Brasileiras (Heitor Villa-Lobos) nebyla dosud překonána.[zdroj?] Mnoho jejích textů je o aktuálních tématech a sociálních problémech. Je známá také svým dlouhodobým vztahem s Bobem Dylanem a jako politická aktivistka. Jejím hlavním tématem jsou lidská práva. Oceňovány jsou také její interpretace písní jiných autorů, mezi které patří: Bob Dylan, Pete Seeger, The Beatles, Paul Simon, The Rolling Stones, Stevie Wonder a mnoho dalších.

## Životopis

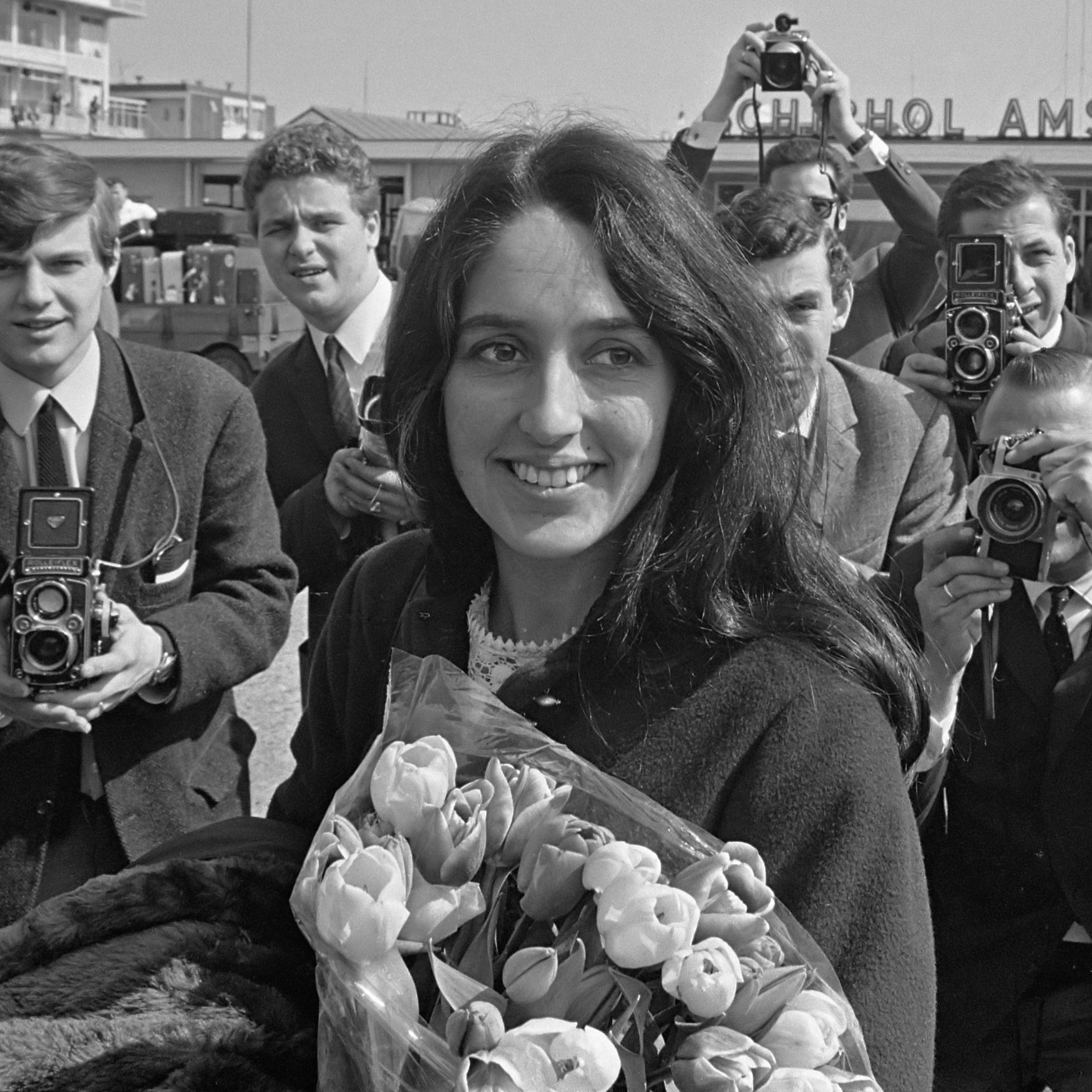
Joan Baez v dubnu 1966

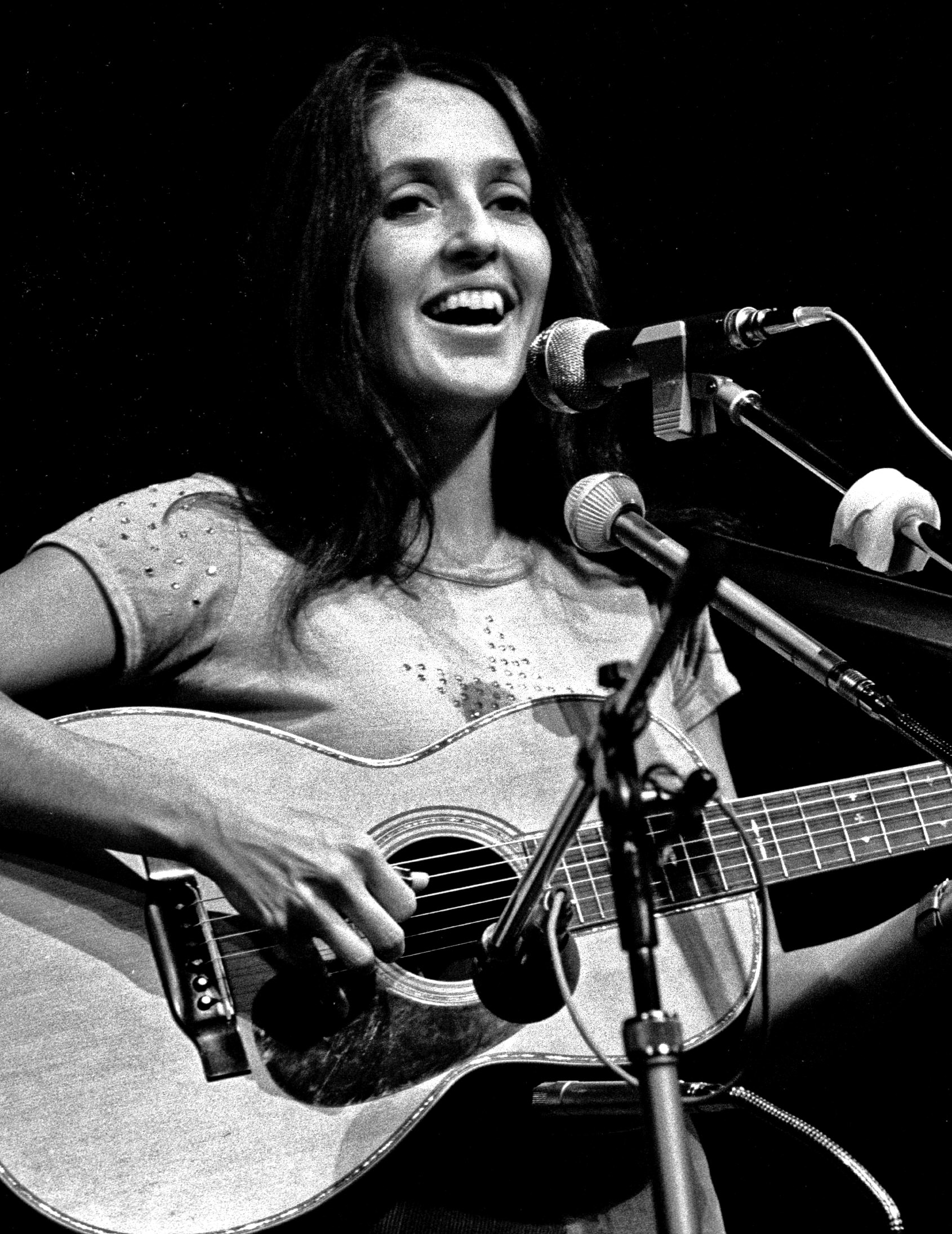
Joan Baez při koncertě v Hamburku, 1973

Pochází z rodiny Joan Chandos Baez, rozené Bridge (1913–2013), Američanky skotského původu, jejíž děda působil coby protestantský duchovní. Její otec Albert Vinicio Baez Valderrama (1912–2007), byl mexický fyzik, spoluvynálezce rentgenového mikroskopu. Měla starší sestru Pauline Baez Bryan (1938–2016) a mladší sestru Margarit Baez Fariña (1945–2001). I když rodiče poslouchali klasickou hudbu, v mládí dávala přednost rock and rollu. Od mládí také hrála na kytaru a zpívala.   V roce 1958 absolvovala střední školu Palo Alto High School. Dále studovala na umělecké fakultě Bostonské univerzity, svá studia však nedokončila. Začínala hrát ve folkových klubech v Bostonu a v Chicagu. v roce 1959 se dostavil první velký úspěch na newportském folkovém festivalu. Rok poté v roce 1960 jí vyšla první dlouhohrající gramofonová deska, která se také stala nejúspěšnější gramofonovou nahrávkou tehdejší americké folkové hudby. Po tomto velkém úspěchu následovala řada dalších desek. Zpočátku v jejím repertoáru převažovaly především lidové písně, teprve později se začala postupně prosazovat se svými vlastními písničkami. Jedno z prvních velkých zájezdových turné absolvovala s Petem Seegerem, teprve o něco později zvala na své koncerty jako hosta tehdy zcela neznámého mladíčka Boba Dylana s nímž se osobně nakonec velice sblížila.
Od počátku své tvorby vystupovala jako horlivá politická aktivistka. Kromě protestů proti americké válce ve Vietnamu bojovala za celosvětový mír, proti utrpení, za práva žen i černochů, proti hladu apod. Spolupráce a přátelství s Bobem Dylanem dostalo své první trhliny, to když se již velmi slavný Bob Dylan vydal jinou tvůrčí cestou než očekávala. Jejich vztah se posléze rozpadl, nicméně oba zůstali nadále přáteli. Hvězdou amerického folku se stala přesto, že vždy odmítala slevit cokoliv ze svého politického smýšlení a osobního přesvědčení.
Navštívila i bývalé Československo. Její první i poslední vystoupení na festivalu Bratislavská lyra 10. června 1989, kde veřejně projevila své politické postoje, byly vůči komunistickému režimu v Československu nekonformní. V roce 2009 přijala pozvání Václava Havla a vystoupila na koncertu k 20. výročí sametové revoluce na Pražské křižovatce z projektů Nadace Dagmar a Václava Havlových Vize 97, kde zpívala spirituál We Shall Overcome (česky je známý v podání Spirituál kvintetu jako Jednou budem dál). Poslední sloku si dokonce zazpívala česky společně s Madeleine Albrightovou a Miloslavem Vlkem. V roce 2013 znovu nahrála svůj hit Diamonds and Rust se skupinou Monkey Business. V minulosti rovněž ráda navštěvovala zámek Dřevíč, sídlo Karla Schwarzenberga ve středních Čechách.

### Osobní život
Po rozchodu s Bobem Dylanem potkala v roce 1967 amerického novináře a aktivistu protestujícího proti válce ve Vietnamu, Davida Harrise. Vzali se v březnu 1968. Z tohoto období pochází např. písně A Song for David nebo Fifteen Months (15 měsíců), což byla doba, na kterou byl Harris uvězněn kvůli odmítnutí nástupu do armády. V prosinci 1969 se jim narodil syn Gabriel. Pár se rozešel v dobrém, rozvedli se v roce 1973.
Na začátku 80. let měla vztah se zakladatelem firmy Apple, Stevem Jobsem. I po rozchodu zůstali přáteli. Nyní žije ve Woodside v Kalifornii.

## Diskografie

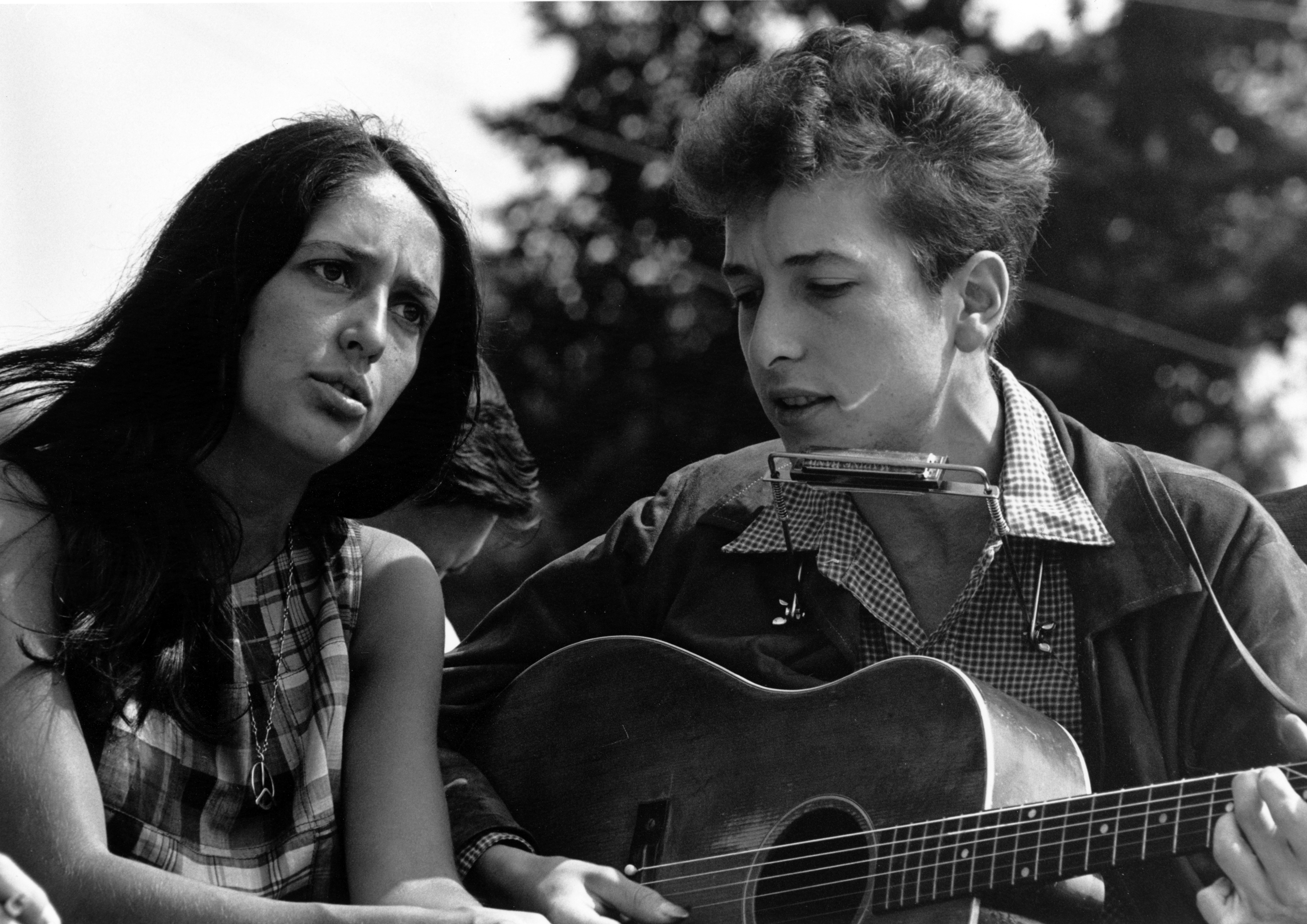
Joan Baez a Bob Dylan společně zazpívali píseň „When the Ship Comes In“ při Velkém pochodu na Washington, 28. srpna 1963

1. Joan Baez, Vanguard (listopad 1960)
2. Joan Baez, Vol. 2, Vanguard (říjen 1961)
3. Joan Baez in Concert, Vanguard (září 1962)
4. Joan Baez in Concert, Part 2, Vanguard (listopad 1963)
5. Joan Baez/5, Vanguard (listopad 1964)
6. Farewell Angelina, Vanguard (listopad 1965)
7. Noël, Vanguard (prosinec 1966)
8. Joan, Vanguard (srpen 1967)
9. Baptism: A Journey Through Our Time, Vanguard (červen 1968)
10. Any Day Now (Songs of Bob Dylan), Vanguard (prosinec 1968)
11. David's Album, Vanguard (květen 1969)
12. One Day at a Time, Vanguard (leden 1970)
13. Carry It On (Soundtrack Album), Vanguard (1971)
14. Blessed Are…, Vanguard (1971)
15. Come from the Shadows, A&M (duben 1972)
16. Where Are You Now, My Son?, A&M (March 1973)
17. Gracias A la Vida, A&M (červenec 1974)
18. Diamonds & Rust, A&M (duben 1975)
19. From Every Stage, A&M (únor 1976)
20. Gulf Winds, A&M (listopad 1976)
21. Blowin' Away, CBS (červenec 1977)
22. Honest Lullaby, CBS (duben 1979)
23. Live -Europe '83, Gamma (leden 1984)
24. Recently, Gold Castle (červenec 1987)
25. Diamonds & Rust in the Bullring, Gold Castle (prosinec 1988)
26. Speaking of Dreams, Gold Castle (listopad 1989)
27. Play Me Backwards, Virgin (říjen 1992)
28. Ring Them Bells, Guardian (srpen 1995)
29. Gone from Danger, Guardian (září 1997)
30. Dark Chords on a Big Guitar, Koch (říjen 2003)
31. Bowery Songs, Proper Records (září 2005)
32. Ring Them Bells (reedice 2CD s bonusy), Proper Records (únor 2007)
33. Day After Tomorrow (2008)
34. Whistle Down the Wind (2018)

## Odraz v kultuře
Její písně zazněly v různých filmech. Ve filmu Forrest Gump se Forrestova přítelkyně chce stát „druhou Joan Baez“.